# Berliner Wingolf
Der Berliner Wingolf ist eine christliche, überkonfessionelle Studentenverbindung und trägt als Mitglied des Wingolfsbundes die Farben schwarz-weiß-gold. Wie alle Wingolfsverbindungen lehnt der Berliner Wingolf Duell und Mensur ab.

## Geschichte
Der Berliner Wingolf wurde am 11. August 1843 an der Friedrich-Wilhelms-Universität (heute Humboldt-Universität) in Berlin gegründet. Vorläufer war ein seit den 30er Jahren des 19. Jahrhunderts bestehendes Erbauungskränzchen, dem bereits Mitglieder ähnlicher Vereinigungen in Erlangen, Jena und Halle angehörten, aus denen die Uttenruthia Erlangen, der Erlanger Wingolf und der Hallenser Wingolf sowie der Hallenser Pflug (später Burschenschaft der Pflüger) hervorgegangen sind. Er ist damit die zweitälteste Wingolfsverbindung. Er wurde auf wesentliches Betreiben des Bonner Wingolf gegründet, weshalb zahlreiche Mitglieder auch Mitglied des Bonner Wingolf waren. Der Berliner Wingolf ist eine der vier Gründungsverbindungen des Wingolfsbundes, zusammen mit dem Bonner Wingolf, dem Hallenser Wingolf und der Uttenruthia Erlangen. Bis zur Auflösung im Jahre 1935 führte er den Wahlspruch 
 Seit der Wiedergründung im Jahre 1955 lautet er: „Einigkeit und Recht und Freiheit.“
Im Jahre 1894 kam es zur Gründung des Charlottenburger Wingolf als Tochterverbindung des Berliner Wingolf in der damals selbstständigen Nachbarstadt Charlottenburg. 1924 wurde der Wingolf an der Handelshochschule zu Berlin gegründet. Wie alle Studentenverbindungen mussten sich diese in der NS-Zeit auflösen. Seit seiner Wiedergründung 1955 setzt der Berliner Wingolf auch die Tradition der beiden ehemaligen Tochterverbindungen fort. Als Verbindungshaus dient seither das Haus des ehemaligen Charlottenburger Wingolfs.

## Bekannte Mitglieder

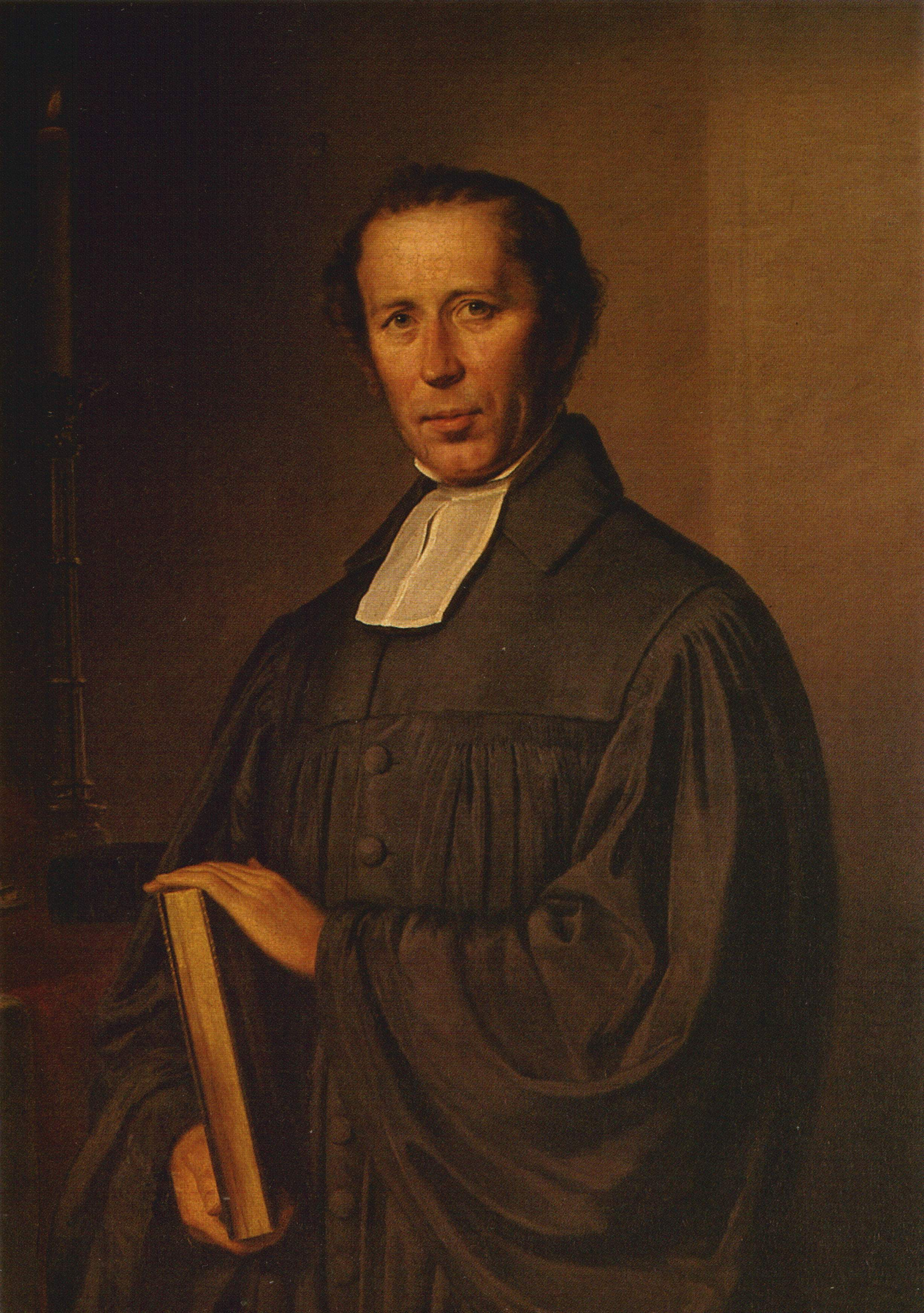
Carl Büchsel (Ehrenmitglied)
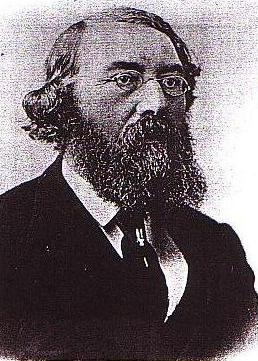
Heinrich Engelhard von Nathusius
Rudolf Kögel
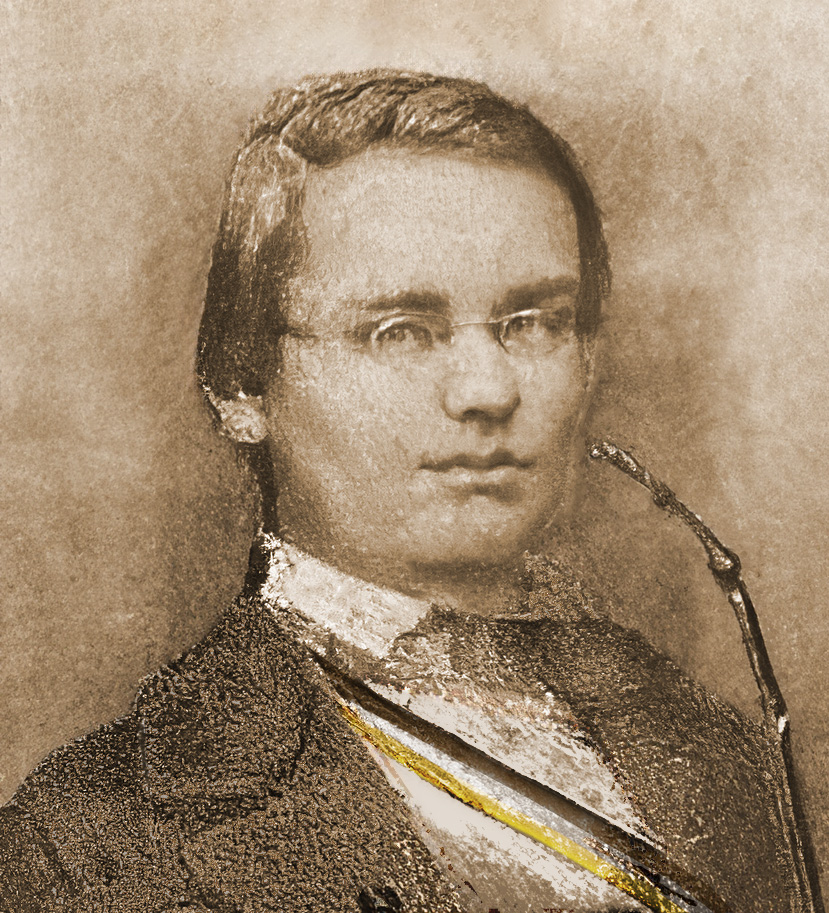
Hermann von der Goltz
Adolf Schlatter
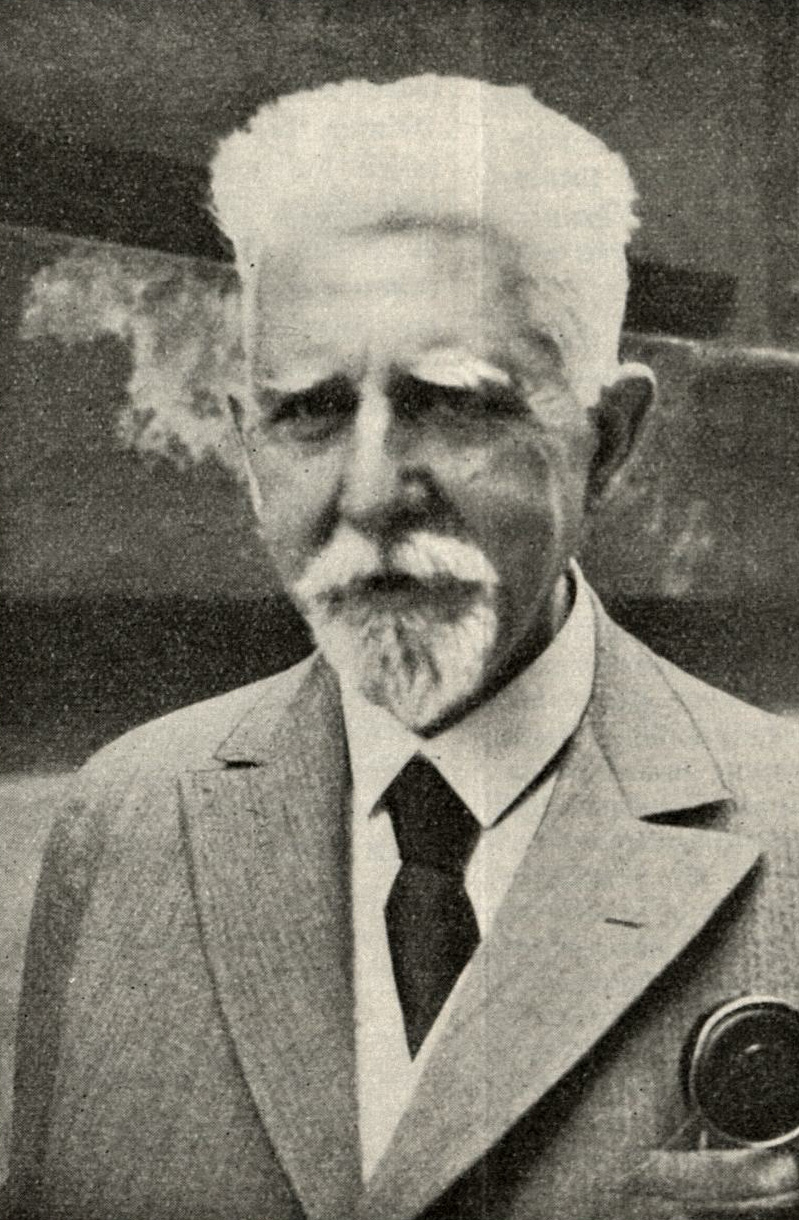
Erich Schaeder
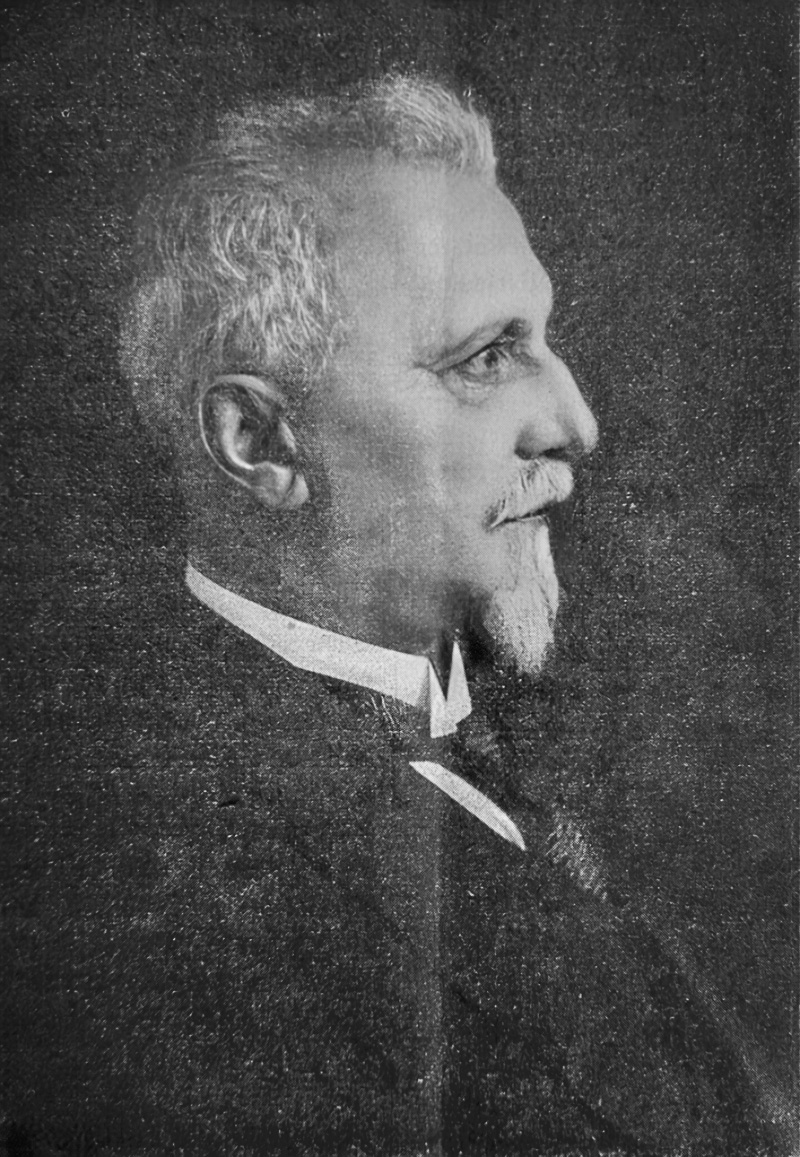
Wilhelm Lütgert
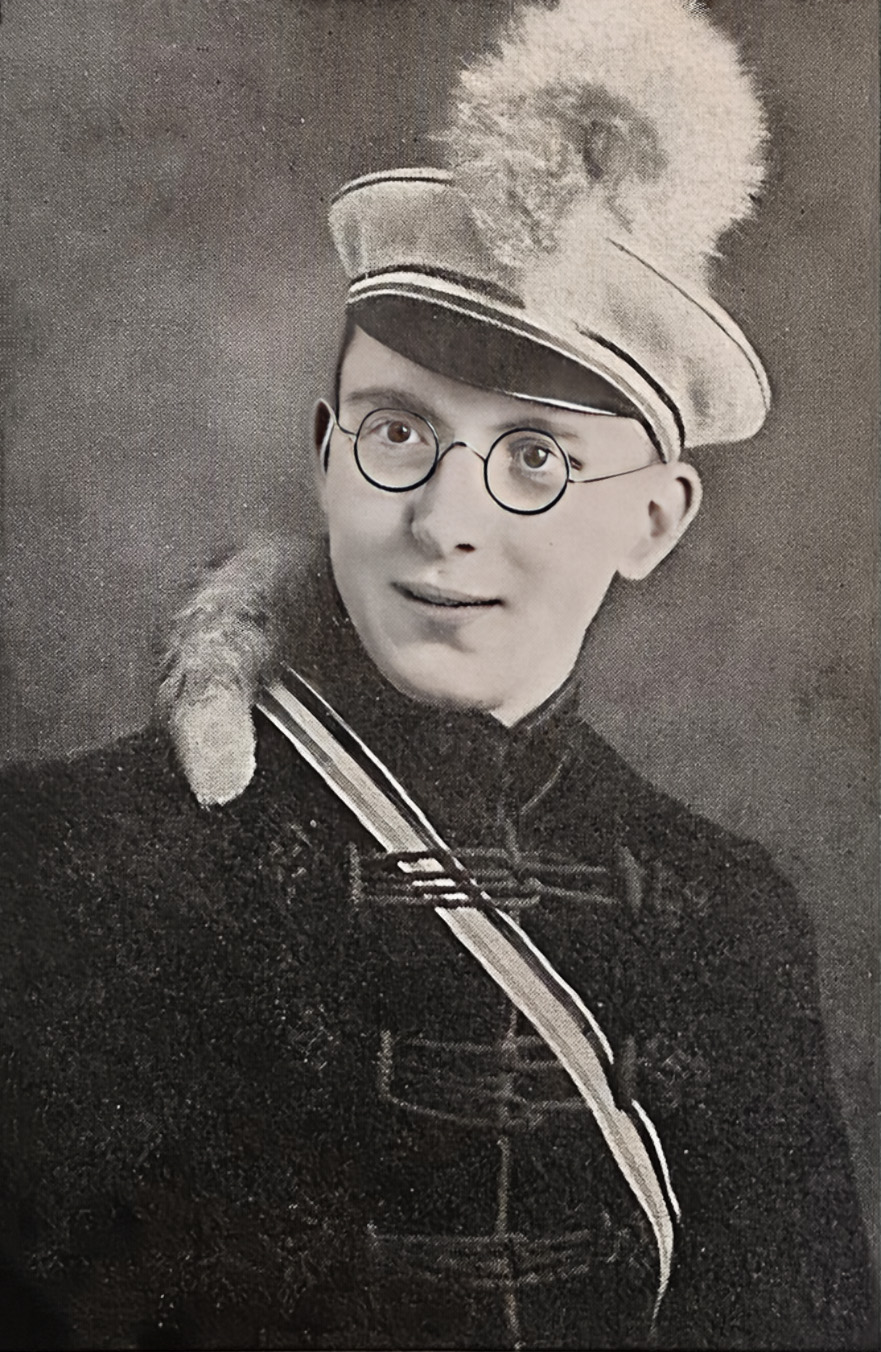
Siegbert Stehmann

- Carl Büchsel (1803–1889), lutherischer Pfarrer und  Schriftsteller (Ehrenmitglied)
- Adolf Wuttke (1819–1870), lutherischer Theologe, Professor für Systematische Theologie und Politiker (Ehrenmitglied)
- David Erdmann (1821–1905), evangelischer Theologe und Professor für Neues Testament und Kirchengeschichte
- Abraham Roth (1823–1880), Schweizer Journalist und Schriftsteller
- Heinrich Engelhard von Nathusius (1824–1890), Gutsbesitzer, Züchter und Politiker
- Karl von Oven (1824–1907), Landrat der Landkreise Schlochau und Duderstadt
- Edmund Alexander de Schweinitz (1825–1887), US-amerikanischer Theologe und Bischof der Herrnhuter Brüdergemeine
- Wilhelm Baur (1826–1897), evangelischer Theologe, Pfarrer und Volksschriftsteller (Ehrenmitglied)
- Wilhelm Preger (1827–1896), lutherischer Theologe, Lehrer und königlicher Oberkonsistorialrat
- Rudolf Kögel (1829–1896), evangelischer Theologe, Kirchenlieddichter und Oberhofprediger
- Albert Heintze (1831–1906), Philologe
- Heinrich Holtzmann (1832–1910), evangelischer Theologe und Professor für Neues Testament
- Eduard Jacobs (1833–1919), Archivar und Historiker
- Hermann von der Goltz (1835–1906), evangelischer Theologe und Vizepräsident des Evangelischen Oberkirchenrates
- Adolf Fauth (1836–1912), evangelischer Pfarrer, Homöopath und Heimatautor
- August Klostermann (1837–1915), lutherischer Theologe und Professor für Altes Testament
- Hugo von Strauß und Torney (1837–1919), preußischer Landrat, Polizeipräsident, Verwaltungsgerichtsdirektor und Senatspräsident am Oberverwaltungsgericht in Berlin
- Ludwig Wilhelm Johannes Kotelmann (1839–1908), evangelischer Theologe, Lehrer, Augenarzt und Medizinhistoriker
- Paul Kleinert (1839–1920), evangelischer Theologe und Professor für Altes Testament und Praktische Theologie (Ehrenmitglied)
- Erich Haupt (1841–1910), evangelischer Theologe und Professor für Neues Testament
- Martin Gensichen (1842–1927), lutherischer Theologe und Direktor der Berliner Missionsgesellschaft
- Wilhelm Haupt (1846–1932), evangelischer Theologe und Oberkonsistorialrat
- Gustav Kawerau (1847–1918), evangelischer Theologe und Professor für Kirchengeschichte
- Friedrich Graeber (1848–1917), Architekt und Bauforscher
- Traugott Hahn (1848–1939), lutherischer Theologe und Volksmissionar
- Johannes Büchsel (1849–1920), lutherischer Theologe und Generalsuperintendent der Kirchenprovinz Pommern
- Wilhelm Kahl (1849–1932), Professor für Strafrecht, Mitglied der Nationalliberalen Partei, Mitbegründer und Ehrenvorsitzender der DVP
- Hugo Sachsse (1851–1927), Rechtswissenschaftler und Hochschullehrer
- Adolf von Harnack (1851–1930), evangelischer Theologe, Professor für Kirchen- und Dogmengeschichte
- Ferdinand Kattenbusch (1851–1935), evangelischer Theologe, Professor für Systematische Theologie
- Adolf Schlatter (1852–1938), evangelischer Theologe, Professor für Neues Testament und Systematische Theologie
- Johannes Burckhardt (1853–1914), evangelischer Pfarrer und Gründer der ersten evangelischen Bahnhofsmission
- August Matthes (1858–1945), lutherischer Theologe, Superintendent und Oberpfarrer in Kolberg/Pommern
- Gottfried Kögel (1858–1918), Verwaltungsjurist und Schriftsteller
- Reinhold Seeberg (1859–1935), lutherischer Theologe und Professor für Systematische Theologie (Ehrenmitglied)
- Martin Eckart Pfannschmidt (1861–1947), evangelischer Theologe und Heimatforscher
- Erich Schaeder (1861–1936), lutherischer Theologe und Professor für Systematische Theologie
- Friedrich Pfannschmidt (1864–1914), Bildhauer
- Paul Kalmus (1864–1940), evangelischer Theologe und Generalsuperintendent für den Ostsprengel der Kirchenprovinz Pommern
- Friedrich Mahling (1865–1933), evangelischer Theologe, Professor für Praktische Theologie
- Wilhelm Lütgert (1867–1938), evangelischer Theologe, Professor für Neues Testament und Systematische Theologie
- Ernst Christian Pfannschmidt (1868–1949), Maler und Illustrator
- August von Gall (1872–1946), evangelischer Theologe und Orientalist
- Johannes Warns (1874–1937), evangelischer Theologe, Leiter der Bibelschule Wiedenest
- Alfred Uckeley (1874–1955), evangelischer Theologe und Rektor der Albertus-Universität Königsberg
- Richard Grützmacher (1876–1959), evangelischer Theologe und Hochschullehrer
- Hermann Albert Hesse (1877–1957), reformierter Theologe, Moderator des Reformierten Bundes und leitendes Mitglied der Bekennenden Kirche
- Wilhelm Eichhorn (1879–1957), Bankdirektor, Mitgründer der CSU und Präses der Landessynode Bayern
- Paul Gerhard Hosemann (1879–1958), Mediziner, Professor für Chirurgie an der Universität Freiburg und Leiter des dortigen Diakonissenkrankenhauses
- Ludwig Heitmann (1880–1953), lutherischer Theologe, Mitbegründer der Berneuchener Bewegung und der Evangelischen Michaelsbruderschaft
- Hermann Schafft (1883–1959), evangelischer Theologe, religiöser Sozialist, Herausgeber der Zeitschrift Neuwerk und Regierungsdirektor in Kassel
- Adolf Hofmeister (1883–1956), Historiker und Professor an der Universität Greifswald
- Willy Hoppe (1884–1960), Historiker und der Begründer der brandenburgischen Landesgeschichte an der Berliner Universität.
- Eduard Sachsse (1885–1930), evangelischer Theologe und Alttestamentler
- Ernst Steiner (1885–1942), evangelischer Theologe, Mitglied des Kaufmann-Will-Kreises und Opfer des Nationalsozialismus
- Ernst Kunsemüller (1885–1918), Dirigent, Pianist und Komponist
- Otto Ohl (1886–1973), evangelischer Theologe, Vizepräsident des Zentralausschusses für Innere Mission und Vorsitzender der Diakonischen Konferenz
- Hugo Hahn (1886–1957), lutherischer Theologe und Landesbischof der Evangelisch-Lutherischen Landeskirche Sachsens
- Paul Tillich (1886–1965), evangelischer Theologe und Religionsphilosoph, Professor in Harvard
- Paul Gerhard Braune (1887–1954), evangelischer Pfarrer, Leiter der Hoffnungstaler Anstalten Lobetal und „Euthanasie“-Gegner sowie Präsident des Zentralausschusses der Inneren Mission (Ost)
- Emanuel Hirsch (1888–1972), evangelischer Theologe
- Friedrich August Pinkerneil (1890–1967), Wirtschaftsfunktionär und Politiker (DVP)
- Ernst Müsebeck (1870–1939), Historiker und Archivar
- Martin Waßmund (1892–1956), Mediziner, Professor für Zahn-, Mund- und Kieferheilkunde
- Helmuth Schreiner (1893–1962), lutherischer Theologe und Professor für Praktische Theologie
- Heinz Kappes (1893–1988), evangelischer Theologe, Übersetzer und religiöser Sozialist
- Joachim Pfannschmidt (1896–1945), lutherischer Theologe, Pfarrer und Mitglied der Bekennenden Kirche
- Hugo Gotthard Bloth (1898–1986), evangelischer Theologe, Religionspädagoge und Historiker
- Heinz-Dietrich Wendland (1900–1992), evangelischer Theologe und Sozialethiker, Professor für Christliche Gesellschaftswissenschaften
- Harald Braun (1901–1960), Leiter des evangelischen Pressedienstes, Filmregisseur, Produzent und Drehbuchautor
- Wilhelm Pauck (1901–1981), evangelischer Theologe und Professor für Kirchengeschichte
- Otto Koischwitz (1902–1944), deutsch-amerikanischer Literaturwissenschaftler, Radiomoderator des Großdeutschen Rundfunks
- Siegbert Stehmann (1912–1945), evangelischer Theologe und Dichter
- Gerhard Pfefferkorn (1913–1989), Physiker, Entwickler des Rasterelektronenmikroskopes
- Martin Beer (1950–2011), evangelischer Theologe und Prediger am Berliner Dom